# Gideonmantellia
Gideonmantellia é um gênero de dinossauro do clado Ornithopoda. Há uma única espécie descrita para o gênero Gideonmantellia amosanjuanae. Seus restos fósseis foram encontrados na província de Teruel, Espanha, e datam do Cretáceo Inferior (Barremiano).